# Biến phụ thuộc và biến độc lập
Trong mô hình toán học, mô hình thống kê và khoa học thực nghiệm, các giá trị của các biến phụ thuộc phụ thuộc vào các giá trị của các biến độc lập. Các biến phụ thuộc đại diện cho đầu ra hoặc kết quả cho sự thay đổi đang được nghiên cứu. Các biến độc lập, còn được biết đến trong văn cảnh thống kê là biến hồi quy, đại diện cho đầu vào hoặc nguyên nhân, đó là lý do tại sao cho sự thay đổi. Trong một cuộc thử nghiệm, bất kỳ biến nào mà người thử nghiệm thao tác cũng có thể được coi là một biến độc lập. Các mô hình và thử nghiệm được tiến hành để kiểm tra những tác động của các biến độc lập lên các biến phụ thuộc. Đôi khi, ngay cả ảnh hưởng của chúng không mang lại lợi ích trực tiếp, các biến độc lập vẫn có thể được đưa vào vì những lý do khác nhau, như để giải thích cho hiệu ứng gây nhiễu tiềm ẩn. 

Trong phép tính đơn biến, một hàm thường biểu diễn qua đồ thị với trục hoành nằm ngang biểu thị biến độc lập và trục tung nằm dọc biểu thị biến phụ thuộc. Trong hàm trên, y là biến phụ thuộc và x là biến độc lập.

## Toán học
Trong toán học, hàm là một quy tắc chọn lấy đầu vào (trường hợp đơn giản nhất là số hoặc bộ số)  và cung cấp đầu ra (cũng có thể là số). Một ký hiệu đại diện cho một đầu vào tùy ý được gọi là một biến độc lập, trong khi một ký hiệu đại diện cho một đầu ra tùy ý được gọi là một biến phụ thuộc. Ký hiệu phổ biến nhất cho đầu vào là x và ký hiệu phổ biến nhất cho đầu ra là y; hàm thường được viết {\displaystyle y=f(x)}.
Có khả năng có nhiều biến độc lập hoặc nhiều biến phụ thuộc. Dẫn chứng là, trong phép tính đa biến, thường hay gặp các hàm có dạng {\displaystyle z=f(x,y)}, trong đó z là biến phụ thuộc, x và y là biến độc lập. Các hàm có nhiều đầu ra thường được gọi là các hàm có giá trị véc tơ. 